# 18976 Kunilraval
18976 Kunilraval este un asteroid din centura principală de asteroizi.

## Descriere
18976 Kunilraval este un asteroid din centura principală de asteroizi. A fost descoperit pe 31 august 2000 la Socorro, New Mexico, în cadrul proiectului LINEAR. Asteroidul prezintă o orbită caracterizată de o semiaxă mare de 2,29 ua, o excentricitate de 0,11 și o înclinație de 4,2° în raport cu ecliptica.